# La Trace du Hourra
Trace du Hourra is een bobslee-achtbaan in het Franse attractiepark Parc Astérix.

## Algemene informatie
Trace du Hourra opende op 31 maart 2001 in het Gallische deel van het park. De baan werd gebouwd door MACK Rides en is gethematiseerd als looppad tussen grote stenen. De attractie speelt rondom het rechtop gaan lopen van de mens in de steentijd, de achtbaanrails stelt hierbij het pad voor.